# 水磔
水磔（日语：すいたく），是處決罪犯的刑罰，把受刑者帶到海邊倒吊，用潮汐將罪犯浸死。
在日本江戶時代，東京都品川區的鈴森刑場是用此方法處決天主教徒的刑場。